# Рыков, Валериан Никитович
Валериа́н Ники́тович Ры́ков (1874, Тифлис — 1942, Киев) — советский архитектор.

## Биография
Родился в 1874 г. в городе Тифлис. В 1897—1899 гг. работал помощником архитектора в Петербурге.
В 1902 году окончил (с отличием) архитектурный отдел Академии искусств и после конкурсного проекта «Синодный двор для Петербурга» получил звание архитектора-художника. С 1906 по 1919 г. работал преподавателем архитектуры в Киевском художественном училище (которое было подчинено Петербургской Академии искусств). В 1912 году был автором реконструкции интерьера в здании по улице Меринговской No 8 (ныне ул. Заньковецкой)
С 1917 года глава комиссии по разработке устава архитектурного института. В 1934—1941 гг. работал руководителем кафедры архитектурного проектирования. По совместительству исполнял обязанности директора Киевского художественного института. В 1935 году вместе с И. Ю. Каракисом, Э. С. Коднером и В. А. Осьмаком вошёл в состав проектной организации «Школпроект». В июне 1937 года был делегатом Первого съезда советских архитекторов Украины, а затем вошёл в Правление Союза советских архитекторов Украины.
Умер 25 марта 1942 года в Киеве.

## Проекты
- Здание бывших народных чтений (Здание Народной аудитории) на улице Бульварно-Кудрявской, 26[7] (1909)
- Доходный дом Иссерлиса, Музейный пер., 4 (1909)
- Памятник княгине Ольге (1911)
- Дом Лучицких (1912—1913)
- Доходный дом ул. Саксаганского 68/21[6] (1911)
- Контора Товия Апштейна, ул. Спасская, 12.[6] (1912)
- Здание больницы «Мариинской общины сестер милосердия Красного креста» (ныне научно-исследовательский институт кардиологии им. академика Н. Д. Стражеско, ул. Саксаганского, 75). (1913 г.)
- Интерьер кинотеатра «Шанцера» на Крещатике (был признан лучшим кинотеатром города[8])
- Ипподром в Киеве, ресторан «Рекорд» (на втором этаже) (совместно с скульптором Ф. П. Балавенский)[8] (1915—1916)
- Xрам-памятник в стиле московской архитектуры XVI—XVII вв. в центре Братского или Военно-братского кладбища (совместно с П. П. Фетисов).[9] (12 июня 1916 г. в присутствии государыни Императрицы Марии Федоровны).
- Дом работников кинофабрики (совместно с В. Л. Обремским, И. А. Зекцером и Карповым) Победы пр., 44 (1926)
- Кинофабрика ВУФКУ (совместно с П. Ф. Савич).[6] Комплекс сооружений разного технологического назначения общим объёмом 135 тыс. м³ на участке свыше 30 гектаров[10]. Здание кинофабрики, теперь киностудия художественных фильмов им. А. П. Довженко (1926—1929 гг.)[11]
- Жилой дом на улице Энгельса (Лютеранской) No 4 в Киеве (1934)[12];
- Надстройка (в соавторстве с А. В. Кобелевым) двух этажей над 2х-этажным зданием банка в стиле итальянской готики (ул. Октябрьской революции, 9 (ныне — ул. Институтская)) построенном ранее (1902—1905) по проекту А. В. Кобелева и А. М. Вербицкого. (1935)
- Кинотеатр «Жовтень»[13]

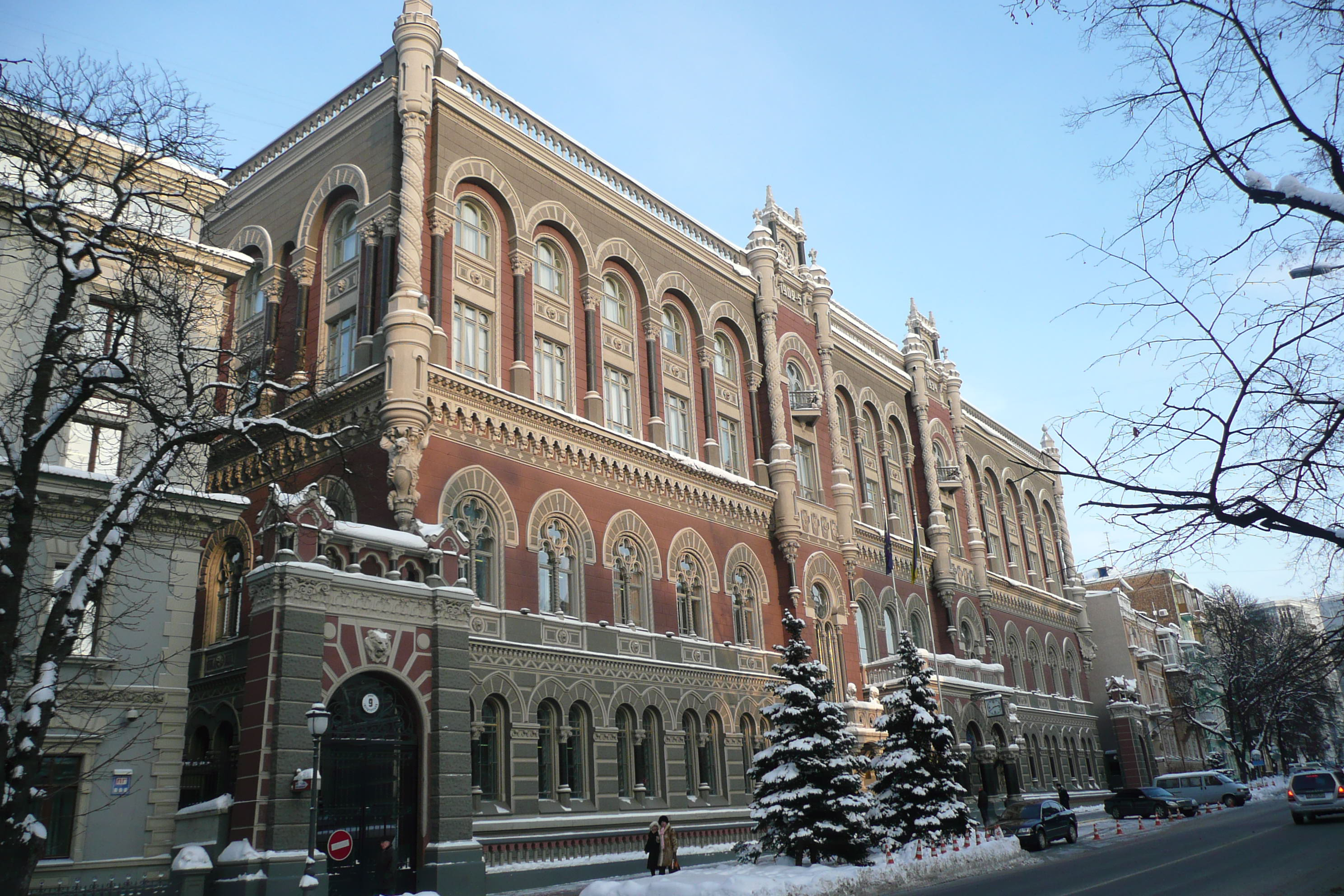
Здание Национального банка Украины, ул. Институтская, 9
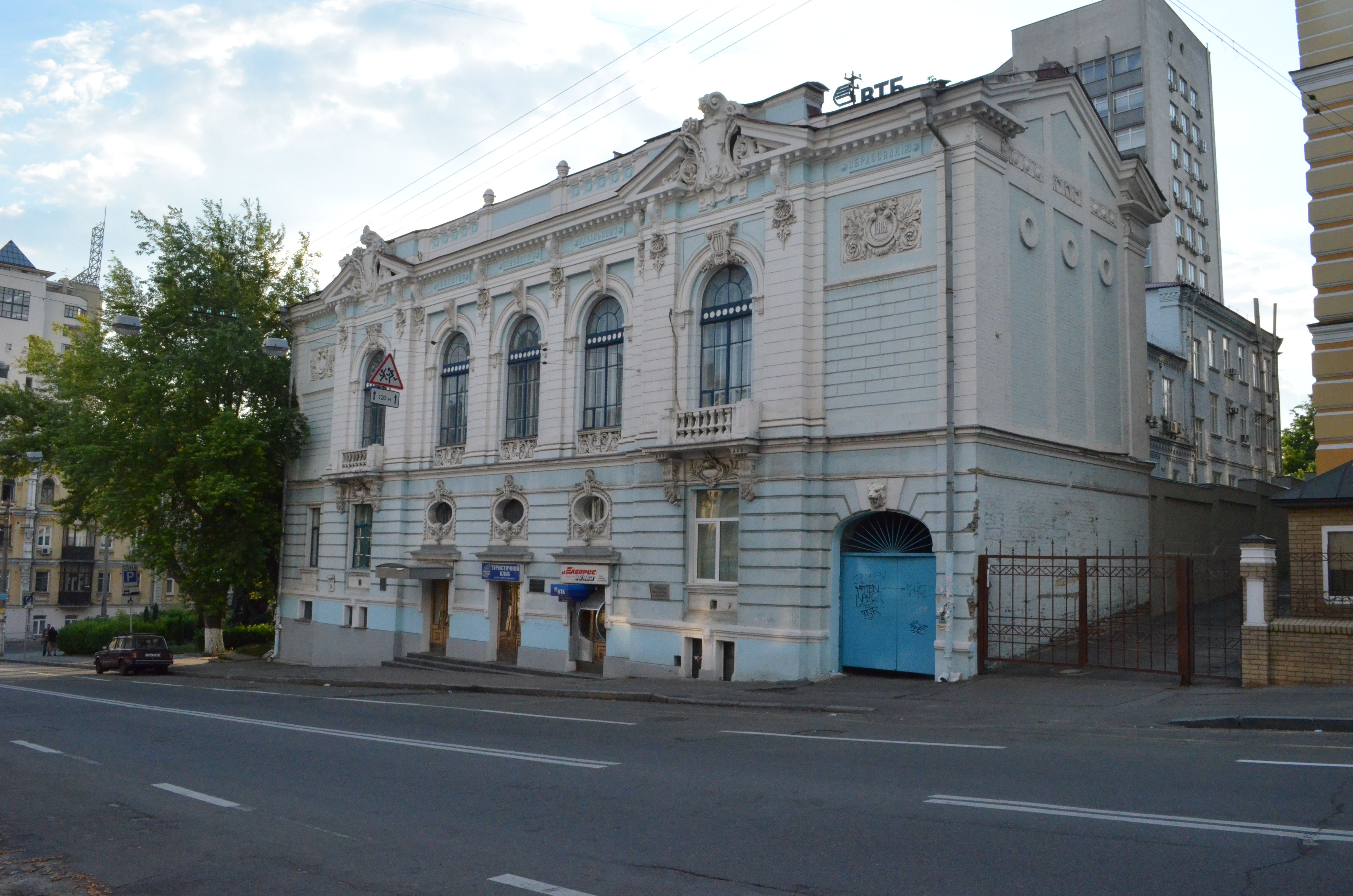
Здание Народной аудитории, ул. Бульварно-Кудрявская, 26
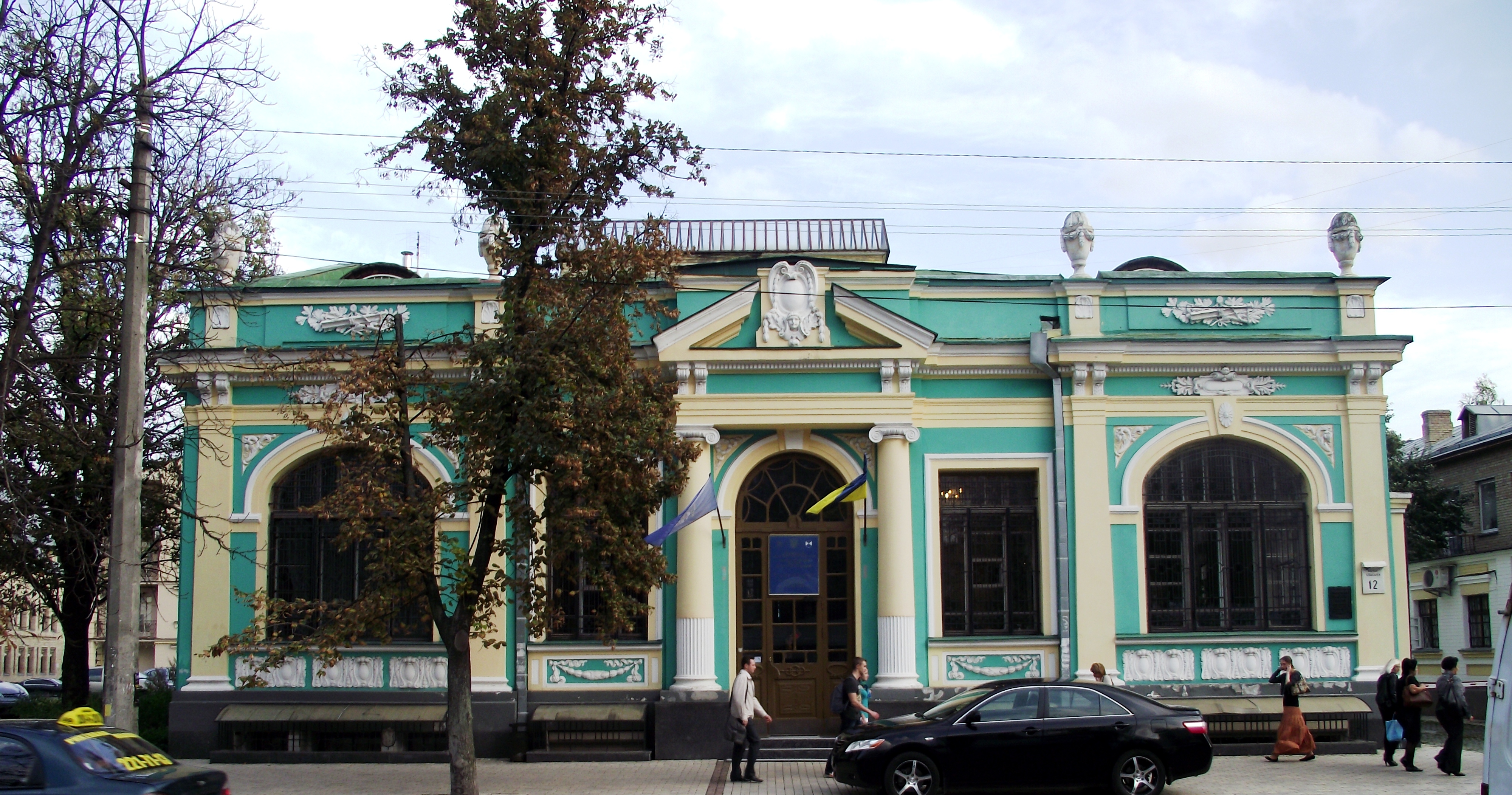
Особняк Т. Апштейна, ул. Спасская, 12
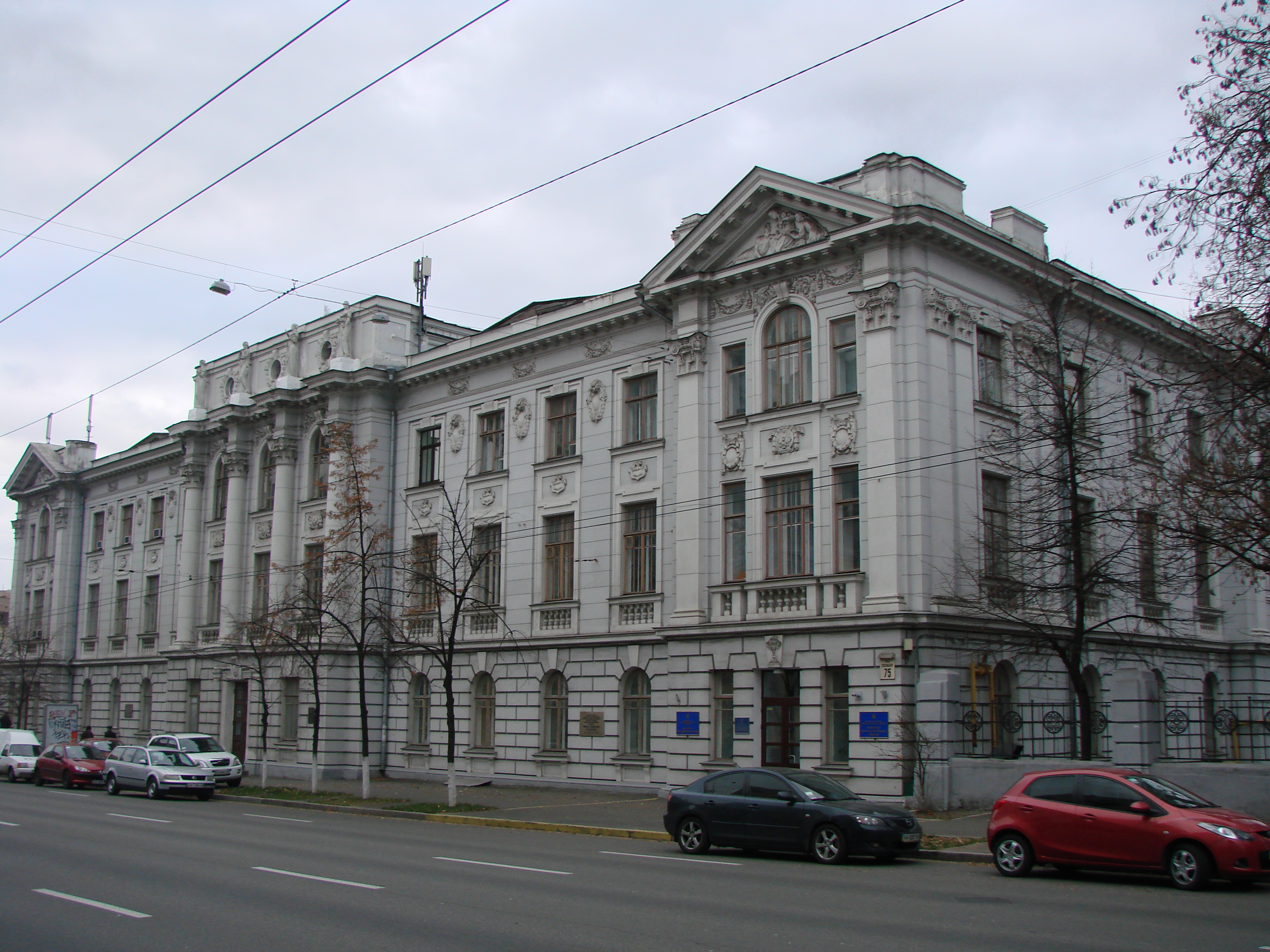
Здание больницы «Мариинской общины сестер милосердия Красного креста», ул. Саксаганского, 75
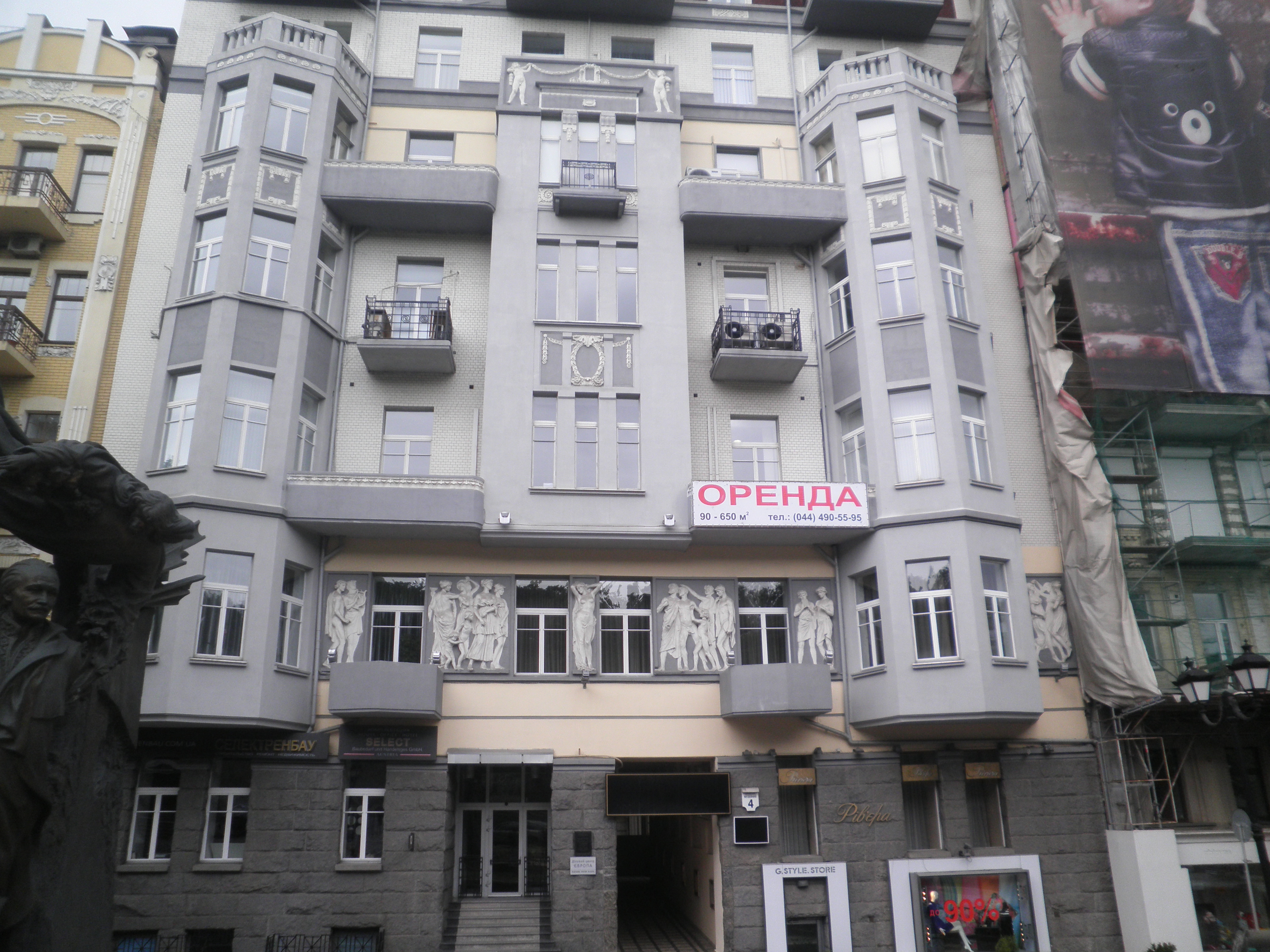
Доходный дом Иссерлиса, пер. Музейный, 4
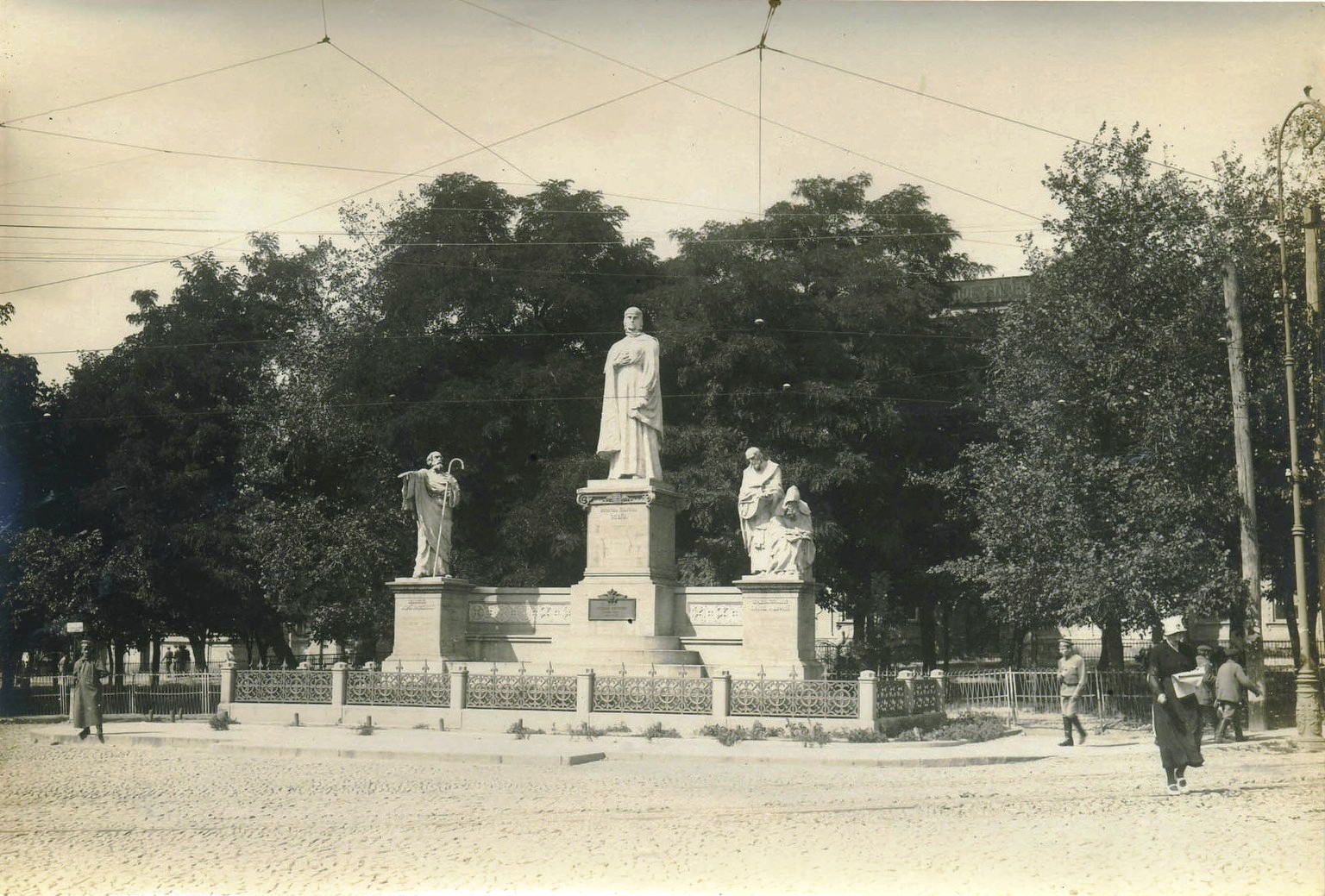
Памятник княгине Ольге, Михайловская пл.

## Ученики
«В своей педагогической практике В. М. Рыков требовал от студенческих работ яркой, образной выразительности. Он не порывал с архитектурой прошлое, уделяя особенно большое внимание изучению классического архитектурного наследства.». У Рыкова было множество учеников впоследствии ставших известнейшими архитекторами. Такие как И. Каракис, А. Хорхот и другие.